# Asalto al Cuartel Moncada
El Asalto al Cuartel Moncada, en Santiago de Cuba, Cuba, fue una acción armada realizada el 26 de julio de 1953 por miembros del Partido Ortodoxo dirigidos por Fidel Castro con el fin de derrocar al dictador Fulgencio Batista. También ese día se realizó un ataque simultáneo al Cuartel Carlos M. de Céspedes en Bayamo dirigido por Raúl Martínez Ararás por órdenes de Castro. Este ataque armado es aceptado ampliamente como el inicio de la Revolución cubana. El día del ataque, el 26 de julio, fue adoptado por Castro y otros guerrilleros en el nombre del Movimiento 26 de Julio (M-26-7), que finalmente derrocó la dictadura de Batista.

## Preparación
El Cuartel Moncada era en 1953 la sede del Regimiento N.º 1 «Antonio Maceo» en la ciudad de Santiago de Cuba, capital de la provincia de Oriente, al mando del coronel Alberto del Río Chaviano (Cuba, 1914-EE. UU., 1978), que no estaba en el cuartel al inicio del ataque el 26 de julio; llegó a este en medio de la acción armada. El cuartel Moncada era la segunda fortaleza militar del país, ocupada por unos 400 soldados y policías militares (374 del Regimiento N.º 1 y 26 del Escuadrón N.º 11 de la Guardia Rural). Su lejanía de La Habana dificultaba el envío de ayuda al Ejército Oriental. Además, Santiago se hallaba situada en la costa sur, junto al mar, y rodeada de montañas.
Por esas condiciones, el 26 de julio de 1953, un grupo de jóvenes cubanos con ideas revolucionarias y buscando librar a Cuba de la dictadura de Fulgencio Batista iniciada el 10 de marzo de 1952, liderados por Fidel Castro, decidieron atacar este cuartel. El plan era una vez tomado el Moncada, las condiciones que presentaba la ciudad facilitaba a los rebeldes la defensa de la misma cuando fuera ocupada, y el inicio de la lucha guerrillera si había que abandonarla.
En paralelo al asalto al Cuartel Moncada se decidió tomar simultáneamente el Cuartel «Carlos Manuel de Céspedes», de Bayamo, ciudad situada en el centro de la provincia de Oriente, el cual era un importante punto de comunicaciones terrestres. Esta acción comprendía volar los puentes sobre el río Cauto, a fin de impedir o dificultar la llegada de refuerzos por tierra para las tropas de Santiago de Cuba. Después de ocupar el cuartel, se había planeado llamar por la radio a la sublevación del pueblo santiaguero y se le hubieran entregado las armas capturadas en el cuartel para luchar contra la dictadura.
Fidel Castro no sabía que el plan había sido traicionado por un delator (identidad desconocida) que informó al gobierno de Batista que iba a haber un ataque al Cuartel Moncada, pero no se sabía la fecha ni quién lo haría. El Servicio de Inteligencia Militar (SIM) envió a un oficial pocos días antes del 26 de julio de 1953 a Oriente, e informó de eso al coronel Alberto del Río, jefe del cuartel. Este no le dio crédito a esa información, pero su segundo al mando fortaleció la defensa del cuartel antes de que se produjera el ataque.

## Preparativos
Después del golpe de Estado de 1952, en la cual Fulgencio Batista ascendió al poder, algunos cuadros del Partido Ortodoxo comenzaron a entrenar y preparar jóvenes para la lucha armada, entrenando a unos 1.200 jóvenes pertenecientes a las clases media y trabajadora y también estudiantes de la Universidad de La Habana en campos de práctica públicos, de los cuales Fidel Castro escogió a 160 para el ataque a los cuarteles Moncada y de Bayamo, organizados en células clandestinas, sin conocimiento ni aprobación de los jefes del Partido Ortodoxo. La edad promedio de los que perpetraron el ataque era de 26 años, habiendo adolescentes en sus filas. El grupo también estuvo conformado por dos mujeres, Haydée Santamaría y Melba Hernández, que serían altas funcionarias del gobierno de Fidel Castro después de 1959.

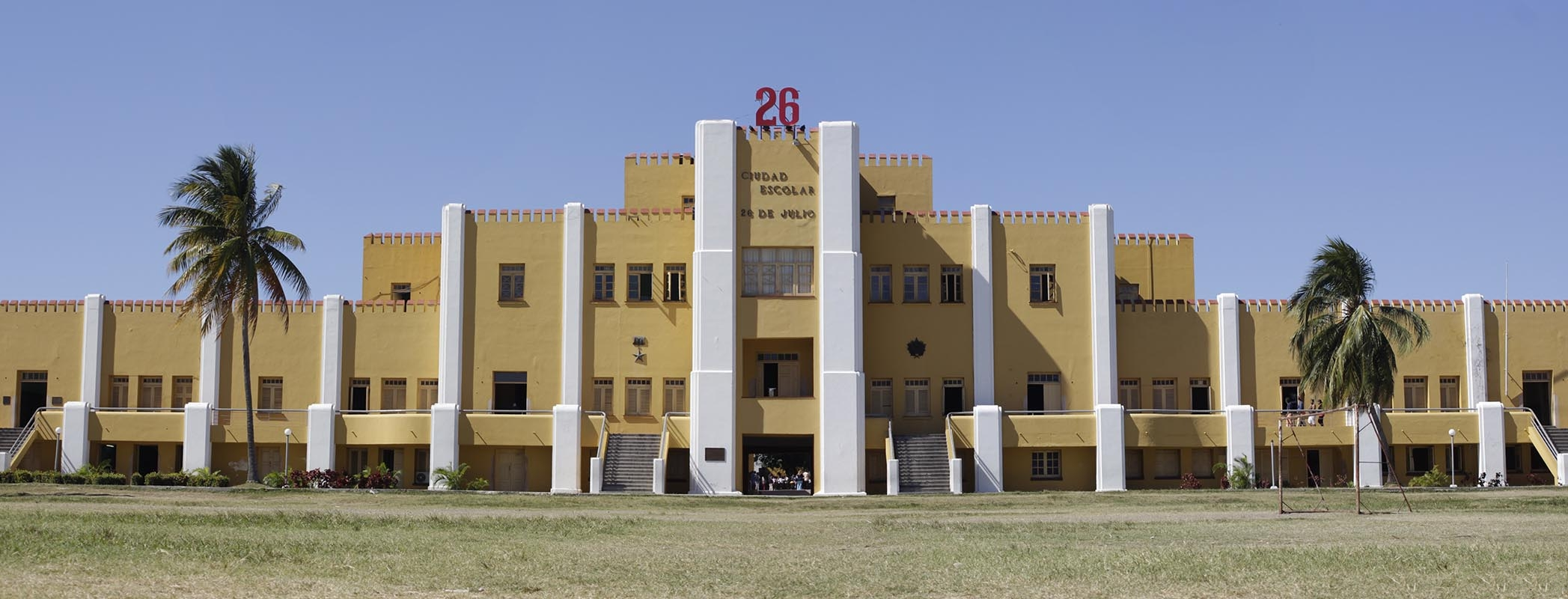
Cuartel Moncada. Actualmente Ciudad Escolar 26 de Julio.

En el ataque se usaron unas 160 armas, principalmente fusiles calibre 22, escopetas de caza y pistolas, se alquilaron alojamientos en Santiago de Cuba y Bayamo para los combatientes que venían de La Habana, y se pagó el traslado de algunos de ellos en buses y trenes, otros viajaron en 20 autos, algunos de ellos robados. Algunas armas adquiridas fueron escopetas calibre 12 y 16, treinta y cinco rifles Mosberg y Remington calibre .22, 60 pistolas de varios modelos, un subfusil calibre .45 defectuosa, 24 rifles de diferentes calibres, incluidos ocho rifles Krag-Jørgensen modelo 1898, un rifle Springfield M1903 .30-06 Springfield
calibre .30-06 modelo 1903, tres rifles Winchester calibre .44 recortados modelo 1892 y un rifle M1 Garand calibre .30 con culata metálica plegable. El dinero recaudado para comprar las armas y otros gastos de la acción armada fueron alrededor de $22.000, y fue obtenido por el aporte de algunos de los combatientes y de amigos de Castro (ej. su amiga Natalia “Naty” Revuelta aportó unos $8.000, Jesús Montané más de $4.000). Fidel Castro sabía que el dinero recaudado no era suficiente para comprar todas las armas, llegando a pagar algunas con cheques sin fondos, lo cual Castro consideró una buena estrategia, a pesar de ser una estafa. René Guitart, padre de Renato Guitart, pagó después de la acción armada donde falleció su hijo, parte de la deuda por esos cheques.

Se escogió para la acción el 26 de julio por ser domingo de Carnaval, fiesta a la que usualmente asistían personas de distintas partes de la isla, por lo cual la presencia de jóvenes de otras provincias no levantaría sospecha. Además, se pensó que a la hora del ataque los militares del cuartel estarían dormidos, otros estarían en los carnavales, y algunos ebrios. Por seguridad de los revolucionarios, se evitó escoger para el ataque a residentes de Santiago de Cuba, excepto Renato Guitart. 

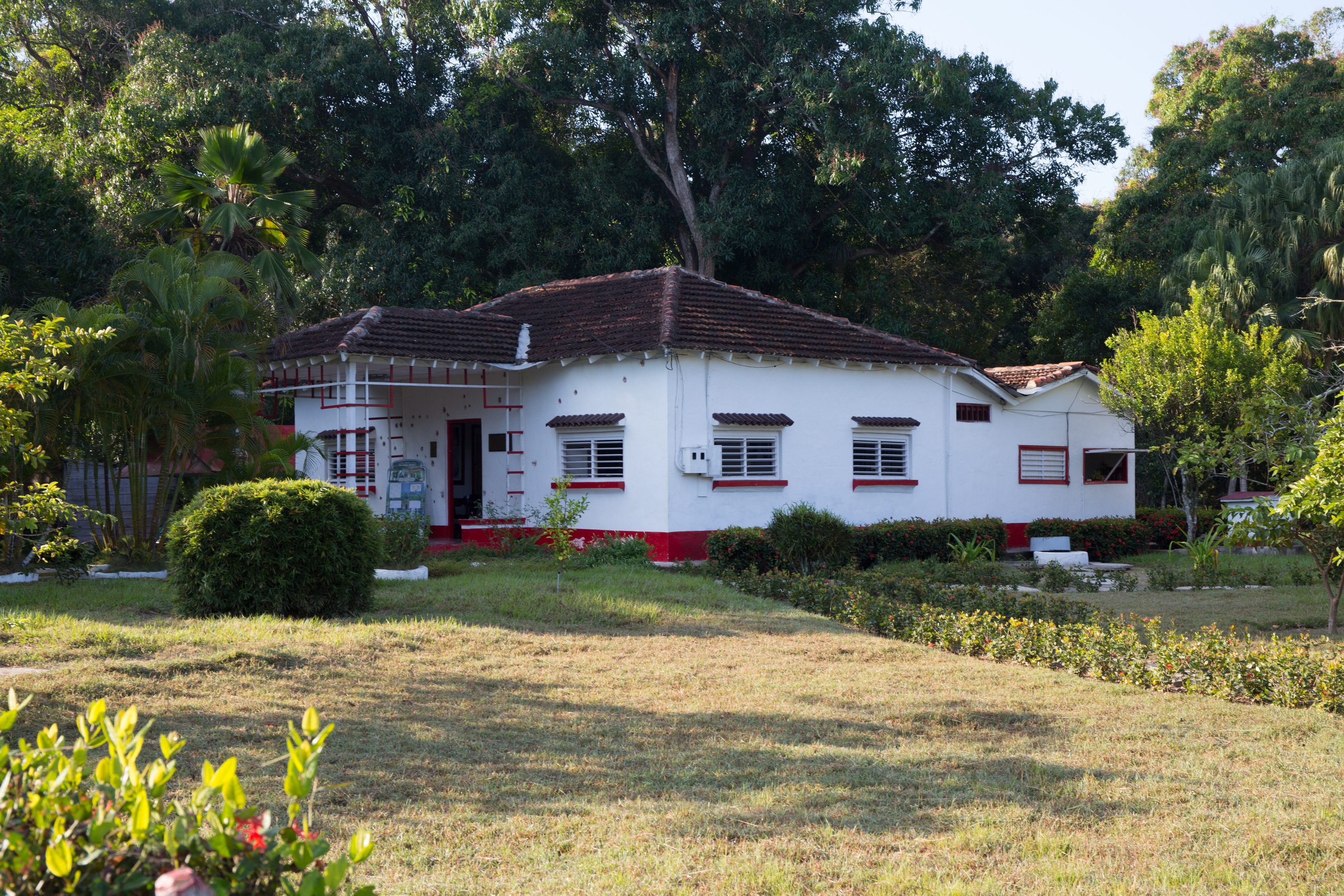
Granjita Siboney

 La noche anterior al ataque, los asaltantes se reunieron en la Granja Siboney (antes Villa Blanca), alquilada por Ernesto Tizol por orden de Fidel como una granja para criar pollos, donde se organizaron para atacar el cuartel y apoderarse de las armas almacenadas en su interior, y utilizar el equipo de comunicaciones del ejército allí, y la estación de radio de Santiago de Cuba para difundir mensajes falsos para confundir a los militares, transmitir discursos de Eduardo Chibás, y llamar al pueblo a la insurrección. Además en la granjita se escondieron las armas para el ataque en un pozo seco, y se planificaron los últimos detalles. De los 135 reunidos en la granja 8 desertaron al conocer el plan, por considerarlo inviable; solo 3 de los reunidos allí conocían el plan previamente, por razones de seguridad, y los otros lo conocieron estando en la granja. El médico Mario Muñoz Monroy discutió con Fidel sobre el plan, y se negó a ir cómo combatiente, fue como médico a la acción.

## El ataque fallido
Cerca de las 4:45 a. m. del 26 de julio, 127 combatientes (de 135 originales) vestidos con uniformes del ejército cubano para confundir a los soldados del Cuartel Moncada, y dirigidos por Fidel, salieron en 16 autos de la granja; poco después de salir a un auto se le ponchó un neumático, y 5 combatientes quedaron al lado de la carretera y no participaron en el ataque al cuartel. Los revolucionarios estaban organizados en tres grupos, el primero de los cuales, con Fidel al frente atacaría la fortaleza. Los otros dos grupos, comandados, respectivamente, por Abel Santamaría —segundo jefe del movimiento— y Léster Rodríguez, tratarían de tomar dos importantes edificios contiguos al cuartel, desde donde se atacaría este para apoyar el ataque principal: el Hospital Civil Saturnino Lora y el Palacio de Justicia, donde radicaba la Audiencia, desde cuya azotea apoyarían la acción. El grupo de Santamaría intentaría ocupar el hospital, y el grupo de Léster, que incluía a Raúl Castro, hermano de Fidel, se apoderaría del Palacio de Justicia. Fidel Castro no había invitado a su hermano a esta acción, fue José Luis Tasende, amigo y compadre de Raúl y uno de los asaltantes el que lo había hecho, y Fidel se sorprendió al ver a su hermano en la Granja Siboney.

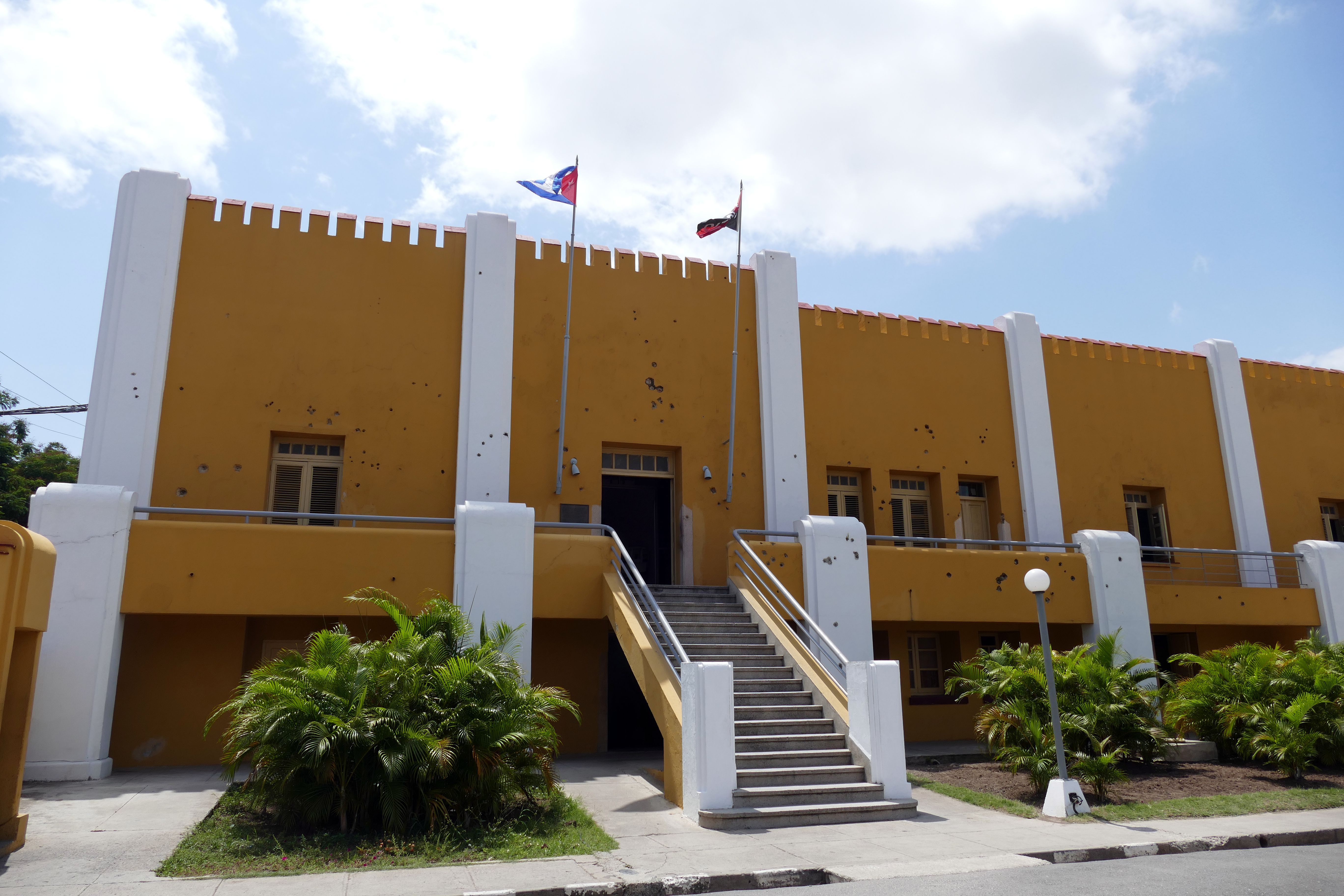
Foto del cuartel en la actualidad

Cuando todos estuvieron listos, se dio lectura al «Manifiesto del Moncada», redactado por el joven poeta Raúl Gómez García. En él se justifica el ataque al Moncada como la continuación de la lucha histórica por la plena independencia y la libertad de la patria, se plasman los principios revolucionarios y los objetivos del movimiento y se hace un llamado a la dignidad del pueblo cubano. Gómez García leyó sus versos «Ya estamos en combate» y Fidel les dirigió estas palabras:

"Compañeros: Podrán vencer dentro de unas horas o ser vencidos; pero de todas maneras, ¡óiganlo bien, compañeros!, de todas maneras el movimiento triunfará. Si vencemos mañana, se hará más pronto lo que aspiró Martí. Si ocurriera lo contrario, el gesto servirá de ejemplo al pueblo de Cuba, a tomar la bandera y seguir adelante. El pueblo nos respaldará en Oriente y en toda la isla. ¡Jóvenes del Centenario del Apóstol! Como en el 68 y en el 95, aquí en Oriente damos el primer grito de ¡Libertado o muerte! Ya conocen ustedes los objetivos del plan. Sin duda alguna es peligroso y todo el que salga conmigo de aquí esta noche debe hacerlo por su absoluta voluntad. Los que estén determinados a ir, den un paso al frente. La consigna es no matar sino por última necesidad.

Los grupos dirigidos por Abel (25 miembros, incluidos Mario Muñoz como médico, y Melba y Haydée como enfermeras) y Léster (6 miembros) cumplieron su objetivo inicial: la toma del Hospital Civil y el Palacio de Justicia, pero el grupo de Léster y Raúl no pudo disparar hacia el cuartel desde el Palacio de Justicia, porque el muro de la azotea del palacio era muy alto e impedía el ataque. El grupo principal con unos 60 combatientes (de 96, porque algunos autos se extraviaron en la ciudad y no llegaron al cuartel) dirigidos por Fidel Castro (manejaba el segundo auto), llegó al cuartel (aprox. 5:20 a. m.) hasta la Posta 3, la desarmó, pero sólo 5 asaltantes que iban en el primer auto pudieron entrar hasta la barbería del cuartel, de los cuales 3 murieron en el combate, y otros 2 fueron apresados y ejecutados. Los planos del cuartel confeccionados por Renato Guitart tenían algunos errores, entre ellos estaba que la armería aparecía en un lugar incorrecto. Una patrulla de 2 soldados de recorrido alrededor del cuartel, que llegó inesperadamente, provocó un tiroteo prematuro que alertó a la tropa y permitió que se movilizaran rápidamente los soldados del cuartel (250-300 en ese momento). El combate en la Posta 3 del cuartel duró unos 20 minutos.
Los asaltantes mal preparados comenzaron a huir y abandonar sus puestos frente a la reacción del enemigo. La desorganización era tal que Fidel abandonó el lugar sin organizar la retirada, dejando sus seguidores atrás. Castro no había planeado algún sistema de comunicación entre los grupos. La orden no fue conocida por Santamaría y su grupo, que permanecieron disparando al cuartel desde el Hospital Civil durante 40 minutos, y luego fueron apresados y fusilados por el ejército, excepto Melba, Haydée, y Ramón Pez Ferro, que salvó la vida porque un enfermo del hospital dijo que era su familiar. El ejército batistiano tuvo 18 muertos (15 soldados, 3 policías militares) y 28 heridos (23 soldados, 5 policías militares) en el Cuartel Moncada. Los asaltantes tuvieron 9 fallecidos en combate, 11 heridos (4 por fuego amigo), y 42 atacantes apresados y luego ejecutados por el ejército. Hubo además 9 civiles muertos en Santiago de Cuba.
Al mismo tiempo que esto ocurría en Santiago de Cuba, 25 revolucionarios dirigidos por Raúl Martínez Ararás debían atacar el cuartel de Bayamo. Cuatro desertaron antes de la acción, y hubo que cambiar el plan de ataque. Los otros se desplazaron en 4 autos y atacaron en la madrugada del 26 de julio ese cuartel, sede del Escuadrón N.º 13 de la Guardia Rural, operación que tuvo una mala ejecución y fracasó. El cuartel tenía en ese momento 12 soldados (8 durmiendo).
El ataque duró 10-15 minutos, y los revolucionarios se retiraron sólo con un herido. El ejército batistiano tuvo 1 muerto (un sargento que iba en un jeep cerca del cuartel) y 2 heridos. Después 10 asaltantes fueron detenidos y ejecutados por orden del teniente Juan Antonio Roselló Pando, jefe del cuartel, cumpliendo órdenes del coronel Chaviano. El teniente no estaba en el cuartel durante el ataque.

## Sucesos después del Asalto

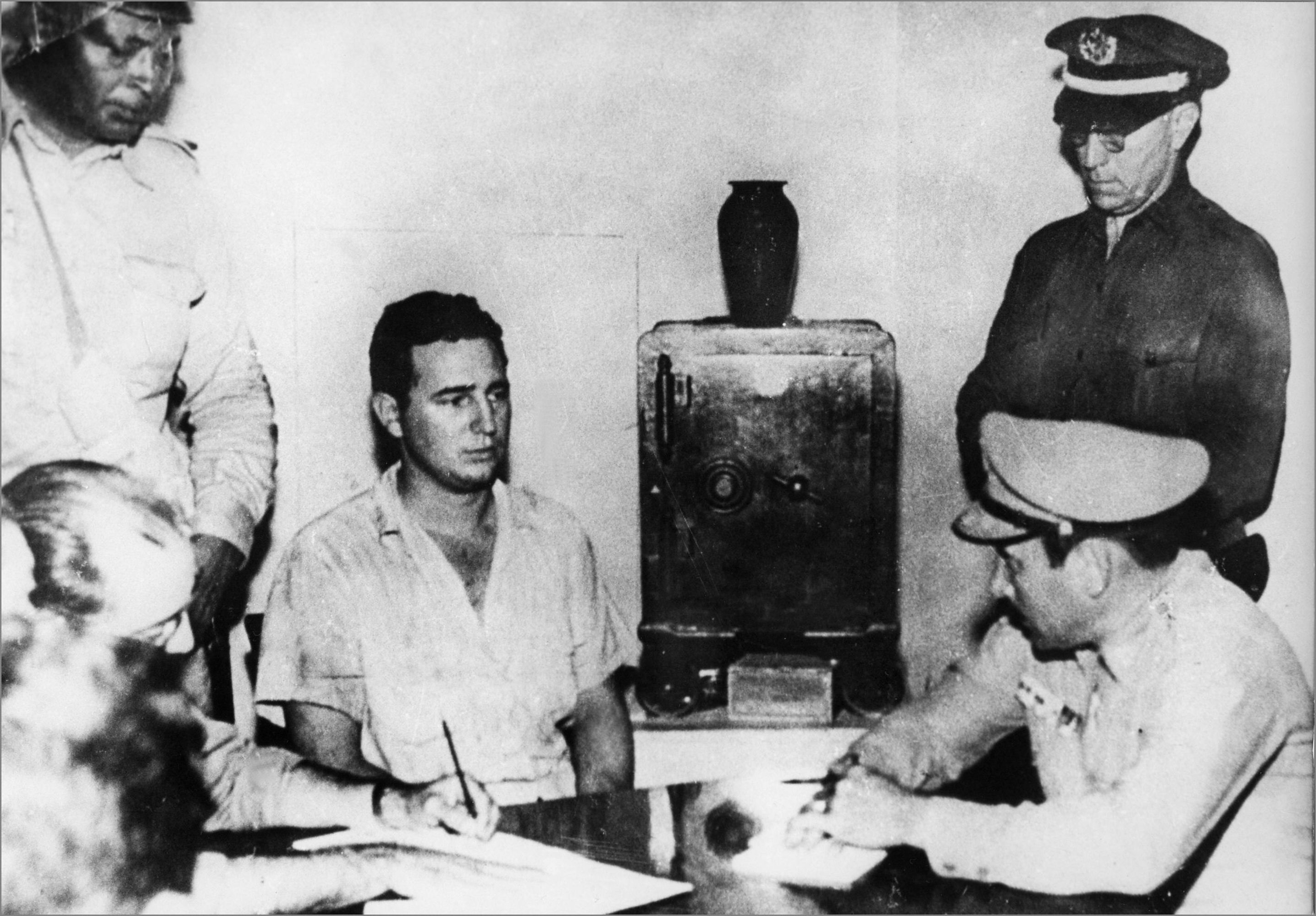
Fidel Castro detenido tras el fracaso del asalto al cuartel Moncada.

Inmediatamente después de estos hechos, se reforzaron las defensas del Cuartel Moncada y el gobierno reaccionó con una brutal represión. Batista decretó el estado de sitio en Santiago de Cuba y la suspensión de las garantías constitucionales en todo el territorio nacional; clausuró el periódico «Noticias de Hoy», órgano del Partido Socialista Popular, aplicando una censura generalizada. Creaba así las condiciones para lanzar a los cuerpos represivos con violencia y sin riesgo de publicidad contra la rebeldía popular.

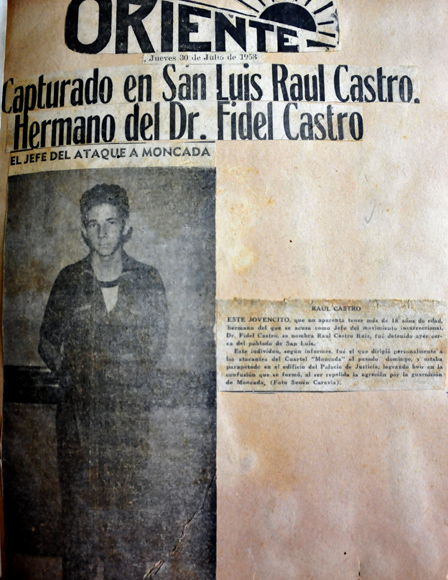
Imagen del periódico Oriente del 30 de julio de 1953 tras la captura de Raúl Castro.

Alrededor de 48 combatientes de 160  pudieron escapar ayudados por el pueblo. Sólo 9 asaltantes al Cuartel Moncada habían perecido en la lucha y ninguno en el ataque al Cuartel de Bayamo, pero las fuerzas represivas del régimen asesinaron a 42 asaltantes prisioneros del ataque al Moncada, y a 10 apresados después del ataque al cuartel de Bayamo, por órdenes del coronel Chaviano, y después se les presentó como caídos en combate.[cita requerida] Chaviano había ordenado que los prisioneros que tuvieran la prueba de la parafina positiva, o sea, haber disparado un arma, fueran ejecutados (sin previo juicio). La prueba de la parafina hecha a Raúl Castro después de ser apresado fue negativa, y Fidel se negó a hacerse la prueba y dijo que él había disparado. Fidel Castro, Raúl y otros fueron detenidos en los días siguientes al ataque y encarcelados en la Prisión Provincial de Boniato, provincia de Oriente, por unos 2 meses y medio, mientras eran juzgados. Estuvieron separados de los presos comunes y Fidel fue separado de sus compañeros.
En total, 99 asaltantes de los dos cuarteles sobrevivieron, y de ellos 57 fueron enjuiciados (19 fueron absueltos, 32 fueron sancionados con penas de cárcel, y 6 acusados estaban prófugos). El gobernador de la entonces provincia de Oriente, Waldo Pérez Almaguer, renunció a su cargo al conocer de la ejecución por orden del coronel Chaviano, de más de 30 revolucionarios presos.
Después de fracasar el ataque al Moncada, Fidel Castro y 19 revolucionarios se internaron en las montañas de la Sierra Maestra para no ser apresados por el ejército, y el jefe dio la orden de dispersarse, y se quedó con 7 combatientes, y entonces Castro en un acto de desesperación intentó dispararse con su pistola en la cabeza, y el combatiente Mario Chanes de Armas lo impidió. Luego Fidel quedó con dos de sus seguidores, y el 1 de agosto los tres fueron apresados por el teniente Pedro Sarría Tartabull y su tropa en un bohío de la finca Las Delicias, propiedad de Manuel Leizán, cerca de Santiago de Cuba, al ser sorprendidos durmiendo. Sarría tenía órdenes de proteger la vida de Fidel Castro y sus acompañantes. Un soldado bajo el mando de Sarría quería matar a Fidel en el acto, pero Sarría se opuso y dijo la frase: "Las ideas no se matan", y los llevó detenidos al Vivac de Santiago de Cuba. El arzobispo católico de Santiago de Cuba, Enrique Pérez Serantes, dio garantías de que se les perdonaría la vida a todos los atacantes capturados, por orden de Batista. Batista y Fidel Castro se conocían personalmente desde 1951, cuando Fidel y su cuñado Rafael Díaz-Balart habían visitado al senador Batista en su finca Kuquine en La Habana. El ahora dictador le había dado unas lámparas y dinero de regalo de bodas a Fidel y a Mirta Díaz-Balart, su primera esposa, por su matrimonio en 1948, y su luna de miel fue más de un mes en Estados Unidos. La familia Díaz-Balart, a la que pertenecía Mirta era amiga de Batista.
El suegro de Fidel (Rafael José Díaz-Balart) era el ministro de Transporte (1952-1954) y el cuñado Rafael era subsecretario (viceministro) de Gobernación (1952-1954) de la dictadura de Batista, pero no hicieron gestiones particulares a favor de Fidel y Raúl Castro. El teniente del ejército Jesús Yánez Pelletier no cumplió una orden de envenenar la comida de Fidel Castro, mientras estaba preso en la cárcel de Boniato, antes de ir al Presidio Modelo. En el juicio celebrado en 1953 por el ataque al Cuartel Moncada y al de Bayamo fueron acusadas 122 personas, de las cuales 65 eran civiles (15 ausentes) que no tenían ninguna relación con este hecho, por ejemplo: Carlos Prío Socarrás (presidente derrocado por Batista en 1952), Blas Roca, Juan Marinello, Aureliano Sánchez Arango, Lázaro Peña, Joaquín Ordoqui, Emilio “Millo” Ochoa, Juan Manuel Márquez, José Pardo Llada, Ramiro Arango Alsina y otros, los cuales fueron absueltos.
Fidel Castro fue condenado a 15 años de cárcel, Raúl Castro a 13, y otros 30 moncadistas a penas de 7 meses (Melba y Haydeé) a 13 años de prisión.
El juicio por los ataques a los cuarteles (Causa 37 de 1953) se celebró en la Sala de Urgencia de la Audiencia de Santiago de Cuba desde el 21 de septiembre al 6 de octubre de 1953 (11 sesiones). Ante el tribunal Fidel Castro denunciaría: 

No se mató durante un minuto, una hora o un día entero, sino que en una semana completa, los golpes, las torturas, los lanzamientos de azotea y los disparos no cesaron un instante como instrumento de exterminio manejados por artesanos perfectos del crimen. El cuartel Moncada se convirtió en un taller de tortura y muerte, y unos hombres indignos convirtieron el uniforme militar en delantales de carniceros".

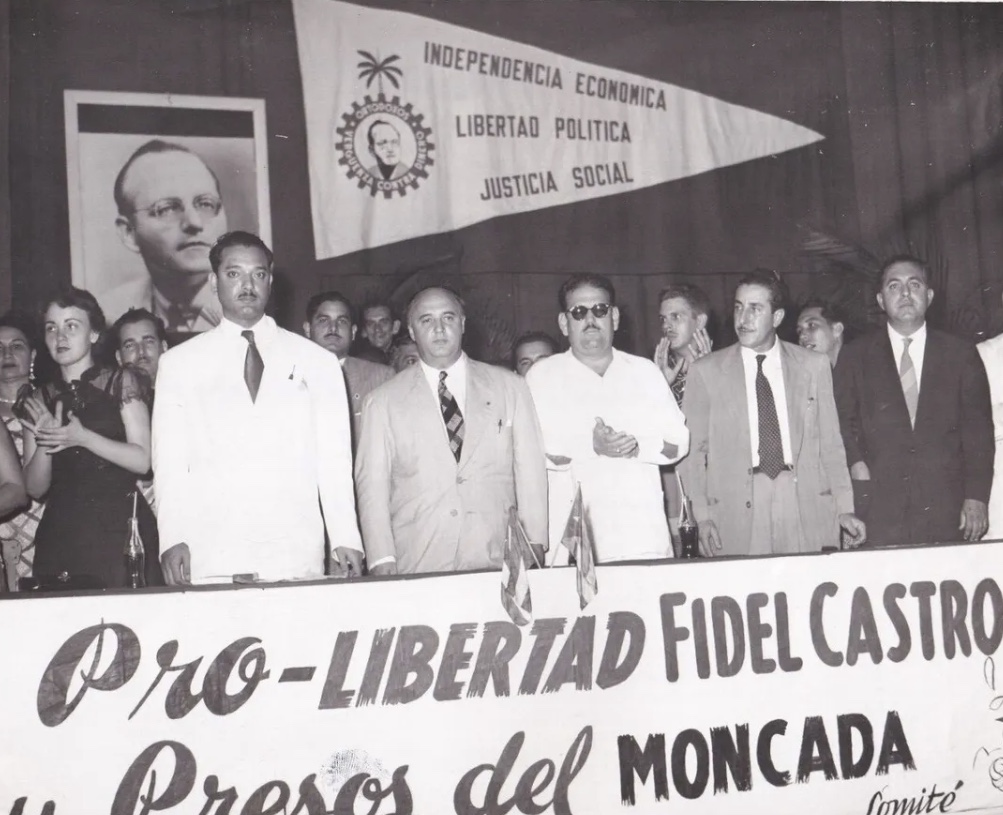
Mirta Díaz-Balart, Luis Conte Agüero, Juyo del Valle, Luis Orlando Rodriguez, Rodolfo Agraurute, entre otros, piden la liberación de Fidel Castro.

Los crímenes cometidos en esos días por el régimen los denunció Fidel Castro en su alegato de autodefensa La historia me absolverá, pero con algunos errores. Batista no ordenó matar a los prisioneros después del ataque a los cuarteles, la orden la dio el coronel Chaviano, jefe militar del Cuartel Moncada y de la provincia de Oriente, a título personal, y Batista condenó su proceder. Los médicos forenses y los servicios funerarios que atendieron los cadáveres de los revolucionarios que habían participado en el ataque al Cuartel Moncada, no encontraron huellas de tortura, como afirmó Fidel Castro. La frase "la historia me absolverá" nunca fue pronunciada en el juicio realizado a Fidel en 1953. Él dijo allí: "la historia, definitivamente, lo dirá todo". En realidad, "La Historia me Absolverá" fue escrita por Fidel Castro mientras estaba en el Presidio Modelo, como su alegato en su juicio por el asalto al cuartel, pero él añadió frases que no fueron pronunciadas en su real alegato ante el tribunal, según constan en las actas del juicio y en testimonios posteriores de los jueces.
Fidel, Raúl, Juan Almeida, Ramiro Valdés, Jesús Montané, Mario Chanes de Armas, Gustavo Arcos, Pedro Miret y otros 22 combatientes condenados a prisión fueron recluidos en el Presidio Modelo de la Isla de Pinos (hoy Isla de la Juventud) desde octubre de 1953. Melba y Haydée fueron sentenciadas a 7 meses de cárcel en el Reclusorio Nacional de Mujeres de Guanajay. El 15 de mayo de 1955, a los 22 meses de prisión, todos los asaltantes encarcelados salieron de prisión amnistiados por Batista, que firmó una Ley de Amnistía el 6 de mayo (vigente desde el 7 de mayo) con la que pretendió dar una buena imagen de su gobierno ante reclamos populares por una amnistía. Los asaltantes hallados culpables por el tribunal (32) fueron sancionados a pagar $55.721 en indemnización a las familias de los soldados muertos, heridos, y al Estado cubano por daños a las edificaciones atacadas, pero nada fue pagado.
El ataque al Cuartel Moncada y al cuartel de Bayamo fue una derrota militar para los revolucionarios, pero fue una victoria política, que dio a conocer al pueblo cubano la existencia de Fidel Castro y su grupo. Durante su estancia en el Presidio Modelo, los asaltantes estuvieron separados de los presos comunes en un pabellón del hospital del presidio, tenían una biblioteca con libros de su gusto, incluyendo libros marxistas, no tuvieron que usar uniforme de reo ni realizar ningún trabajo como castigo, se reunían para hacer debates políticos y tenían una radio.  Ellos recibían cartas, envíos y visitas de sus familiares y amigos. En una ocasión Fidel Castro envió desde la prisión una carta a su esposa Mirta y otra a su amiga Natalia Revuelta (tuvo a su hija Alina Fernández con Castro, nacida en 1956; Natalia era casada), y por alguna causa las cartas cambiaron de destino, y el contenido amoroso de la carta a Natalia (leída por Mirta) fue uno de los motivos del divorcio de Castro y Mirta en 1955. En 1954, Batista visitó el Presidio Modelo, dirigido por el capitán Juan M. Capote Fiallo (comandante en 1958), que había pedido a Fidel que los revolucionarios no protestaran por la visita, y no lo hicieran quedar mal con el dictador, pero ellos si protestaron: cantaron el Himno del 26 de Julio y dijeron ofensas cuando Batista pasó cerca del sitio donde ellos estaban. Después que Batista y su comitiva se fueron del Penal, Capote tomó represalias contra ellos. Fidel fue separado de sus compañeros, y colocado en una celda aislado hasta su liberación, donde tenía una pequeña cocina en que preparaba café y comida de su gusto, una radio, y libros. Otros cinco revolucionarios fueron colocados en celdas de castigo por 15 días, por el incidente de la protesta. Agustín Díaz Cartaya, autor del himno, recibió una golpiza como castigo. En 1955, a Fidel se le prohibieron las visitas familiares por un tiempo, en castigo por haber publicado un periódico cubano un escrito suyo contra el gobierno. Capote fue fusilado en abril de 1959, después del triunfo de la Revolución Cubana.

## El Cuartel Moncada en la actualidad
Después del triunfo de la revolución el Moncada fue convertido en una ciudad escolar que tomó el nombre de "Ciudad Escolar 26 de julio" y un espacio de ella se dedicó a un museo sobre los hechos relacionados con el asalto.
Durante el festejo del 70 aniversario del asalto, el presidente cubano Miguel Díaz-Canel celebró este aniversario, con la felicitación de gobiernos como el de Nicaragua y México.